# Sandalolitha
A Sandalolitha a virágállatok (Anthozoa) osztályának kőkorallok (Scleractinia) rendjébe, ezen belül a Fungiidae családjába tartozó nem.

## Előfordulásuk
A Sandalolitha-fajok az Indiai-óceánban és a Csendes-óceán nyugati felének a trópusi részein fordulnak elő.

## Rendszerezés
A nembe az alábbi 3 faj tartozik:
- Sandalolitha boucheti Hoeksema, 2012
- Sandalolitha dentata Quelch, 1884 - típusfaj
- Sandalolitha robusta (Quelch, 1886)

A Herpolitha limaxot ebbe a nembe próbálták besorolni, Sandalolitha africana Veron, 2000 néven.

## Képek

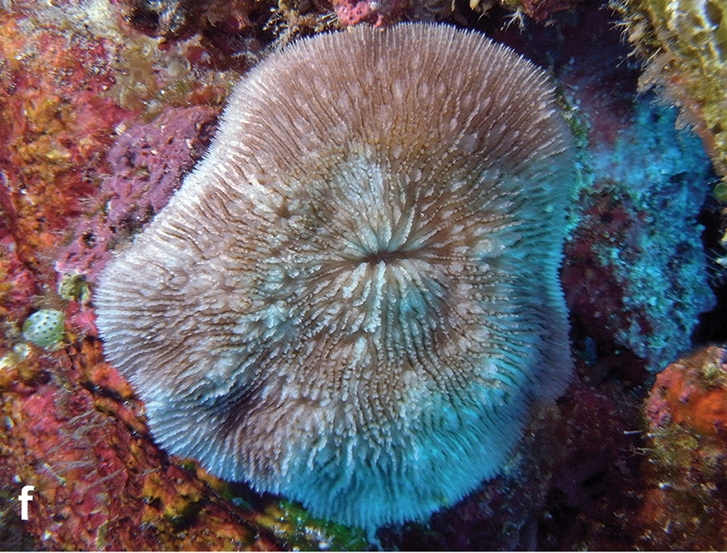
Sandalolitha boucheti
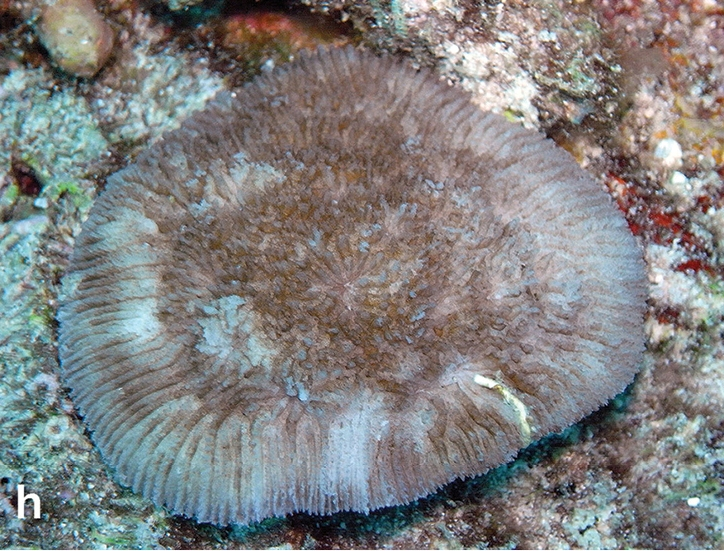
Sandalolitha robusta
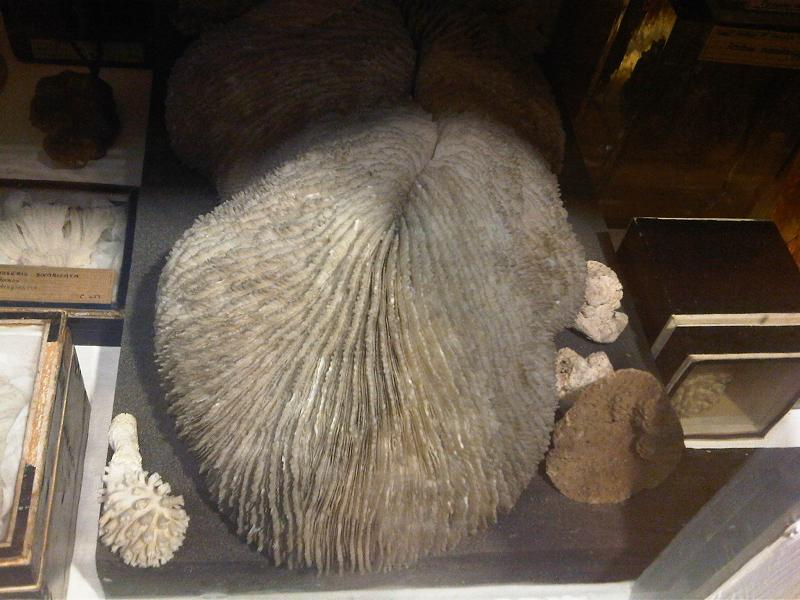
Múzeumi példányok
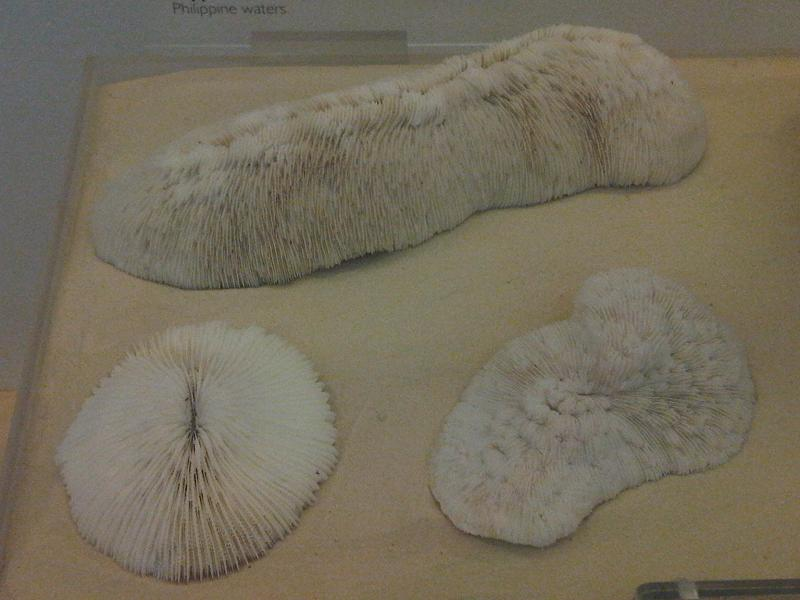
Herpolitha limax-szal együtt